# Golf van Kamtsjatka
De Golf van Kamtsjatka (Russisch: Камчатский залив; Kamtsjatski zaliv) is een golf in de Beringzee (Grote Oceaan), aan de oostzijde van het Russische schiereiland Kamtsjatka, tussen het schiereiland Kamtsjatski in het noorden en het schiereiland Kronotski in het zuiden. De golf strekt zich uit over een lengte van ongeveer 148 kilometer en steekt tot 74 kilometer het schiereiland in. De golf heeft een maximale diepte van ongeveer 2000 meter.
De rivier de Kamtsjatka mondt uit op de golf, evenals vele andere rivieren. Aan de monding van de Kamtsjatkarivier ligt de havenplaats Oest-Kamtsjatsk.